# Rémi Salou

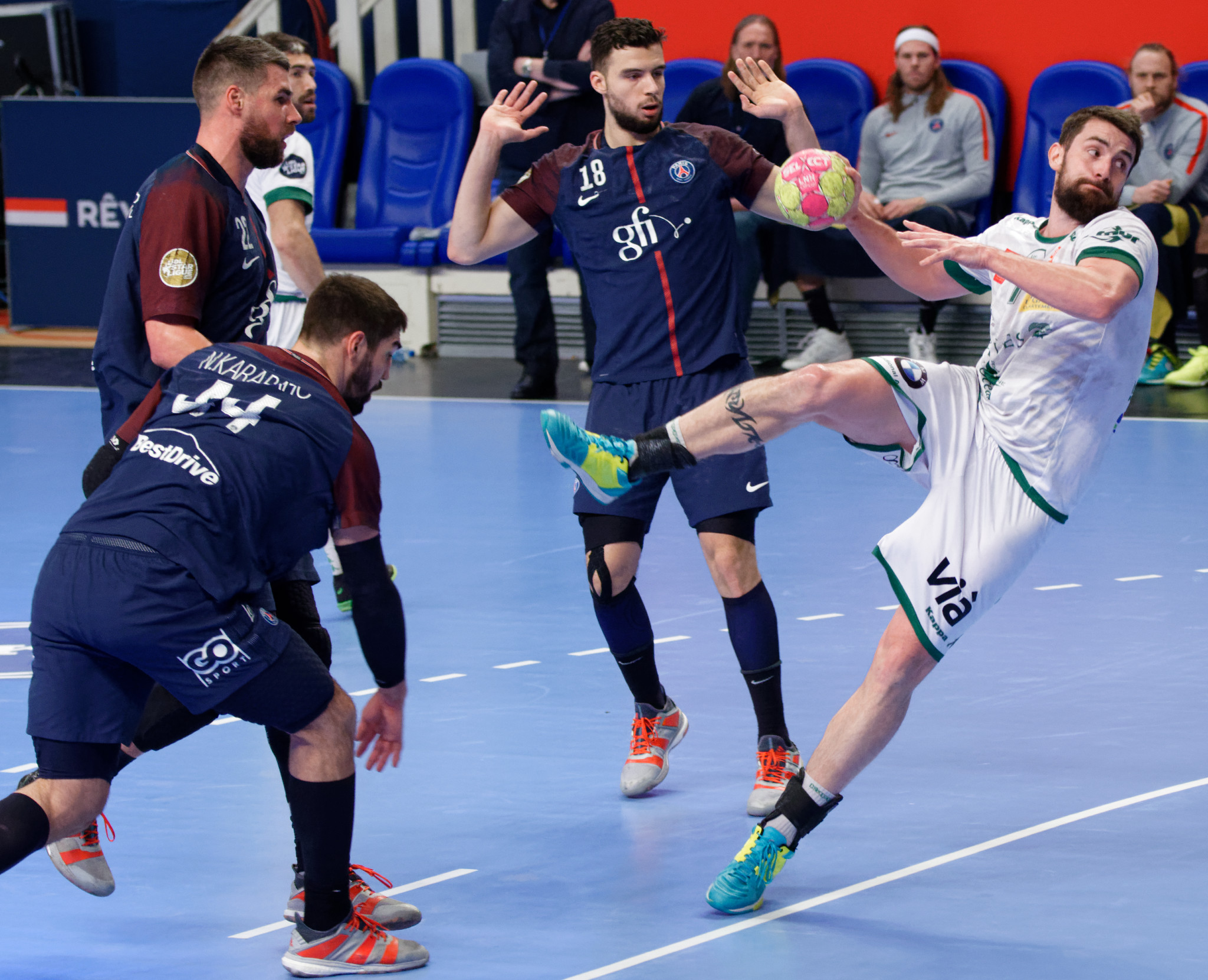
Rencontre de championnat entre le PSG et l'USAM Nîmes. A Coubertin, le 22 mars 2018.

Rémi Salou, né le 9 février 1988  à Brest, est un handballeur français évoluant au poste de pivot, depuis 2016 dans le club de l'USAM Nîmes Gard.
Issu du pôle espoir breton de Cesson-Sévigné, il a ensuite évolué de 2007 à 2012 au Montpellier Agglomération Handball avec lequel il a remporté de nombreux titres, même s'il n'avait généralement qu'un rôle de remplaçant. Il mesure 1,97 m et pèse 102 kg.

## Palmarès

### Club
- Champion de France de division 1 : 2008, 2009, 2010, 2011, 2012
- Coupe de France : 2008, 2009, 2010, 2012
- Coupe de la Ligue : 2007, 2008, 2010, 2011, 2012
- Trophée des champions : 2011, 2012